# رادیو دیزنی
رادیو دیزنی (انگلیسی: Radio Disney) یک شبکه رادیویی آمریکایی است که توسط واحد شبکه‌های رادیویی تلویزیون والت دیزنی در محتوای سرگرمی عمومی دیزنی اداره می‌شود. دفتر مرکزی آن در بربنک، کالیفرنیا است.